# Мачковець-при-Сухорю
'Мачковець-при-Сухорю (словен. Mačkovec pri Suhorju) — поселення в общині Метлика, регіон Південно-Східна Словенія, Словенія.